# Saus, Camallera i Llampaies
Saus, Camallera i Llampaies és un municipi de la comarca de l'Alt Empordà. Fins a l'octubre del 2006 el nom oficial era tan sols Saus. El cap del municipi és el poble de Camallera.
Situat en el límit amb les comarques del Baix Empordà i el Gironès, entre els rius Ter i Fluvià, regat per l'afluent d'aquest últim, la riera de Cotet.
La seva economia es reparteix entre l'agricultura de secà, la ramaderia i indústries de materials de construcció, metall i confecció.
En el terme hi ha diversos jaciments de l'època romana. Es creu que hi passava la Via Augusta, que unia Tarraco amb Roma.

## Geografia
- Llista de topònims de Saus, Camallera i Llampaies (Orografia: muntanyes, serres, collades, indrets..; hidrografia: rius, fonts...; edificis: cases, masies, esglésies, etc).

| Entitat de població | Habitants (2023) |
| Camallera           | 652              |
| Saus                | 115              |
| Llampaies           | 105              |
| Font: Idescat       |                  |

## Demografia
| 1497 f | 1515 f | 1553 f | 1717 | 1787 | 1857 | 1877 | 1887 | 1900 | 1910 |
| ------ | ------ | ------ | ---- | ---- | ---- | ---- | ---- | ---- | ---- |
| 36     | 9      | 39     | 337  | 573  | 844  | 826  | 782  | 708  | 713  |

| 1920 | 1930 | 1940 | 1950 | 1960 | 1970 | 1981 | 1990 | 1992 | 1994 |
| ---- | ---- | ---- | ---- | ---- | ---- | ---- | ---- | ---- | ---- |
| 724  | 712  | 722  | 814  | 825  | 805  | 714  | 700  | 705  | 705  |

| 1996 | 1998 | 2000 | 2002 | 2004 | 2006 | 2008 | 2010 | 2012 | 2014 |
| ---- | ---- | ---- | ---- | ---- | ---- | ---- | ---- | ---- | ---- |
| 703  | 688  | 688  | 719  | 713  | 737  | 761  | 765  | 807  | 815  |

| 2016 | 2018 | 2020 | 2022 | 2024 | 2026 | 2028 | 2030 | 2032 | 2034 |
| ---- | ---- | ---- | ---- | ---- | ---- | ---- | ---- | ---- | ---- |
| 842  | 848  | 856  | 865  | 898  | -    | -    | -    | -    | -    |

## Indrets d'interès
- Església de Sant Bartomeu de Camallera. Documentada el segle xiii
- Ermita de Sant Sebastià de Camallera. Any 1565
- Església de Santa Eugènia de Saus. Portalada romànica, sobre la qual hi ha una creu de pedra de l'orde dels Templers
- Església de Sant Martí de Llampaies. Romànica
- Jaciments arqueològics a Llampaies
- Jaciments arqueològics a Saus. Època romana